# Per August Arnman
Per August Arnman, född 26 november 1844 i Risinge socken, Östergötlands län, död 10 april 1925 i Söderköping Sankt Anna församling, Söderköping, var en svensk pomolog. 
Per August Arnman var son till gästgivaren Anders Peter Persson. Han avlade teoretisk och praktisk teologisk examen vid Uppsala universitet 1870 och blev 1874 komminister i Vånga socken, Östergötland. 1876 blev han kyrkoherde i Hults socken, 1880 i kyrkoherde Tryserum och Hannäs. 1887–1892 var han folkskoleinspektör.
Det var dock pomologin som han var mest hängiven. Han var med och grundade Sveriges allmänna trädgårdsförbund och var även medlem i föreningen Sveriges Pomologiska Förening under dess start, år 1900.
Äpplet Arnmans gula höstkalvill har sitt namn efter P. A. Arnman. Det var Carl G. Dahl som gav äpplet dess nuvarande namn, i dennes bok Pomologi (1929, 1943). Av Arnman själv fick äpplet kort och gott namnet gul höstkalvill.
Arnman fick tituleringen "Sveriges främste pomolog", av tidningen Göteborgs-Posten, i ett nummer från 1904.